# Lijiang (sockenhuvudort i Kina, Jiangxi Sheng, lat 27,84, long 115,47)
Lijiang är en sockenhuvudort i Kina. Den ligger i provinsen Jiangxi, i den sydöstra delen av landet, omkring 100 kilometer sydväst om provinshuvudstaden Nanchang. Antalet invånare är 19 087. Befolkningen består av 8 948 kvinnor och 10 139 män. Barn under 15 år utgör 22,0 %, vuxna 15-64 år 70 %, och äldre över 65 år 6,0 %.
Runt Lijiang är det ganska tätbefolkat, med 239 invånare per kvadratkilometer. Närmaste större samhälle är Sanhu, 10,2 km norr om Lijiang. I omgivningarna runt Lijiang växer i huvudsak blandskog.
Genomsnittlig årsnederbörd är 2 267 millimeter. Den regnigaste månaden är juni, med i genomsnitt 364 mm nederbörd, och den torraste är oktober, med 22 mm nederbörd.